# Halbwellenstrahler

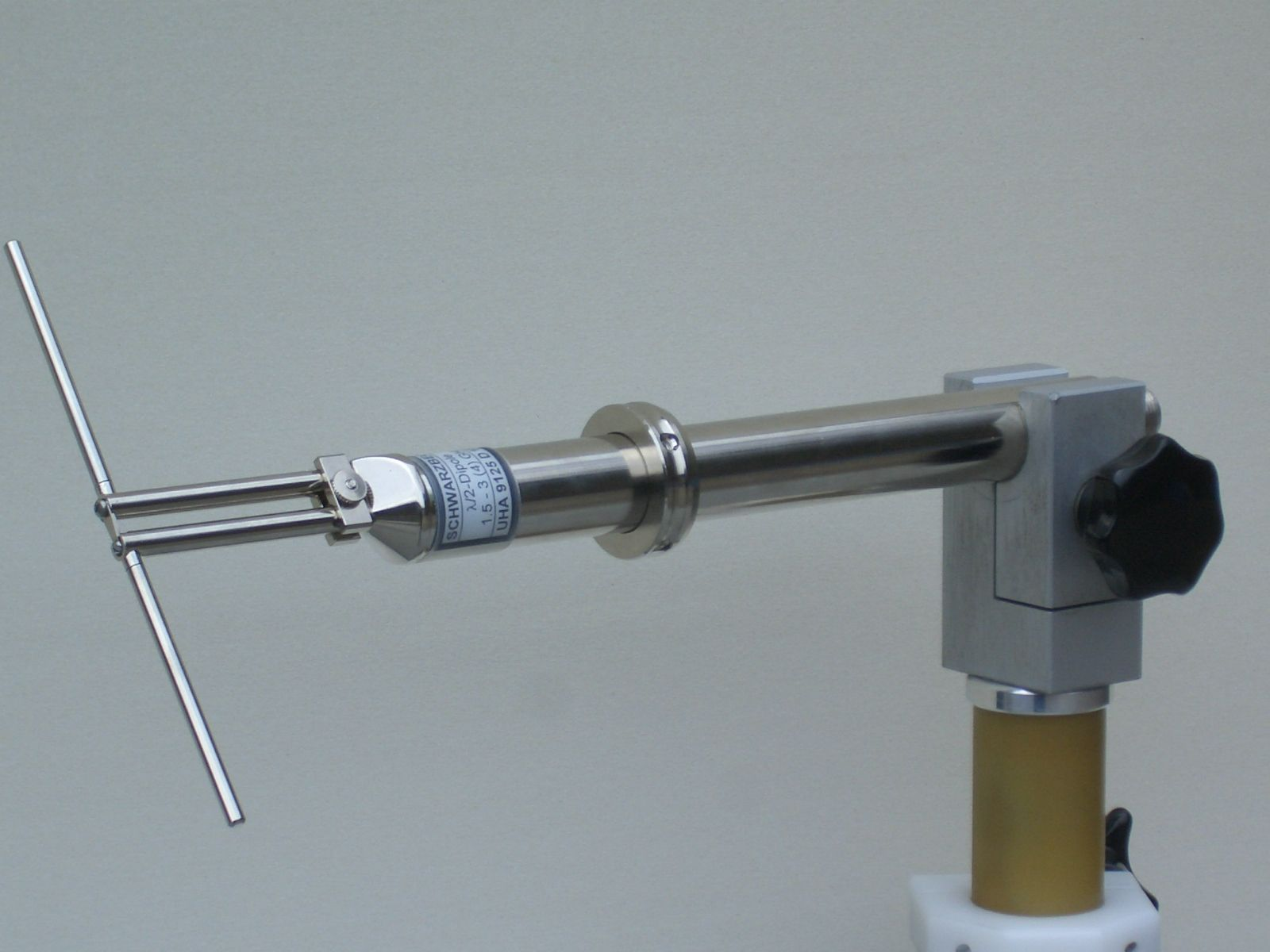
Halbwellendipol

Ein Halbwellenstrahler ist eine Sendeantenne, deren Baulänge die Hälfte der abzustrahlenden Wellenlänge beträgt, also {\displaystyle \lambda /2}. Kleine Halbwellenstrahler werden daher auch Halbwellendipol genannt, ihre Impedanz beträgt etwa 2000 Ω (siehe auch endgespeister Dipol).
Halbwellenstrahler werden für UHF, UKW und zum Teil auch für Kurz- und Mittelwelle als selbststrahlender Sendemast ausgeführt; für Langwelle ist ein Halbwellenstrahler wegen der großen Bauhöhe kaum realisierbar. Dies gelang für den dauerhaften Betrieb nur einmal, beim Sendemast Konstantynów (Polen), der bis zu seinem Einsturz 1991 mit einer Höhe von 646,38 m das höchste Bauwerk der Welt war.
Ein vertikaler Halbwellenstrahler strahlt in Richtung der Erdoberfläche in alle Richtung gleich stark, während direkt über ihm ein Minimum der Abstrahlung herrscht. Im Unterschied zu einem Viertelwellenstrahler wird fast die gesamte Sendeenergie parallel zur Erdoberfläche abgestrahlt. Deshalb ermöglichen Halbwellenstrahler einen wirtschaftlicheren Betrieb von Rundfunksendern im Lang- und Mittelwellenbereich (größere Intensität der Bodenwelle bei gleicher Sendeleistung). Wegen der geringen Abstrahlung im Winkelbereich von 50 bis 70 Grad (Richtung nach oben zur reflektierenden Ionosphäre) können sie als schwundmindernde Sendeantenne eingesetzt werden.
Senkrecht stehende Stabantennen und Antennenmasten für UKW und Kurzwelle (Funkdienste, CB-Funk, Fahrzeuge) sind jedoch meist Viertelwellenstrahler; diese benötigen eine geringere Baulänge, jedoch ein Gegengewicht. Ihre Fußpunktimpedanz ist geringer als diejenige von Halbwellenstrahlern, daher können sie besser an Kabel angepasst werden, und ihre Spannung gegen Erde bzw. Gegengewicht ist geringer.